# (66) Maia
Maja és l'asteroide núm. 66 de la sèrie, descobert a Cambridge (EUA) el 9 d'abril del 1861 per l'astrònom nord-americà Horace P. Tuttle (1837-1923). És un asteroide fosc i força gran del cinturó principal. El seu nom es deu a Maia, una de les plèiades de la mitologia grega.